# Lachnum varians
Lachnum varians är en svampart som först beskrevs av Rehm, och fick sitt nu gällande namn av M.P. Sharma 1986. Lachnum varians ingår i släktet Lachnum och familjen Hyaloscyphaceae.   Inga underarter finns listade i Catalogue of Life.